# Xã Mason, Quận Murray, Minnesota
Xã Mason (tiếng Anh: Mason Township) là một xã thuộc quận Murray, tiểu bang Minnesota, Hoa Kỳ. Năm 2010, dân số của xã này là 299 người.